# The Tale of Tiffany Lust
The Tale of Tiffany Lust, també coneguda com Body Lust, és una pel·lícula eròtica per a adults nord-americana de 1979. La pel·lícula va ser dirigida per Radley Metzger (com a "Henry Paris", sense acreditar) i filmat en diversos llocs elaborats a la ciutat de Nova York
La pel·lícula es va estrenar durant l'Edat d'Or del Porno (inaugurada per l'estrena de 1969 de Blue Movie d'Andy Warhol) als Estats Units, a una època de "porno chic", en què les pel·lícules eròtiques per a adults tot just començaven a estrenar-se àmpliament, discutides públicament per celebritats (com Johnny Carson i Bob Hope) i preses seriosament pels crítics de cinema (com Roger Ebert).

## Sinopsi
La Betty, una amiga, suggereix que Tiffany, una mestressa de casa que busca una manera d'enriquir la seva vida amorosa, vegi Florence Nightingale al seu programa de ràdio on els convidats poden gaudir d'activitats eròtiques davant d'un públic en directe. Més tard, Tiffany descobreix que el seu marit està gaudint d'activitats similars pròpies.

## Repartiment
- Candida Royalle - Convidat #19
- Desireé Cousteau - Noia al bar
- Dominique Saint Claire - Tiffany
- George Payne - marit de Tiffany
- Ron Jeremy - Convidat #9
- Samantha Fox - Noia a la sauna
- Vanessa del Rio - Florence Nightgale
- Veronica Hart - Betty